# DEAR (徳永英明のアルバム)
『DEAR』（ディア）は、徳永英明の4枚目のオリジナル・アルバム。1988年4月21日発売。

## 概要
『BIRDS』以来11ヶ月ぶりとなるオリジナル・アルバム。先行シングル「風のエオリア」を収録。

## タイアップ
3曲目「あなたのために」は自身が初主演、1989年12月に放送された、フジテレビ系ドラマ『悲しいほど好き! 〜Mr.ダンディお嬢様に恋をする〜』エンディングテーマに使用された。

## 収録曲
全作曲：德永英明
編曲：瀬尾一三（1,2,3,5,9,10）遠山裕（4,7）新川博（6,8）
1. 風のエオリア
  - 作詞：大津あきら　
  - 5枚目のシングル。
2. HONG KONG NIGHT
  - 作詞：篠原仁志
3. あなたのために
  - 作詞：竹花いち子
4. Tenderly
  - 作詞：竹花いち子
5. Dear...
  - 作詞：徳永英明
6. 幾つものワンシーン
  - 作詞：大津あきら
7. ガラス越しのあなた
  - 作詞：篠原仁志
8. どれくらいの時がたてば
  - 作詞：麻生圭子
9. 真夜中のリバティー
  - 作詞：大津あきら　
  - 「風のエオリア」のカップリング曲
10. Melody -永遠の鍵-
  - 作詞：大津あきら